# Zygothrica cryptica
Zygothrica cryptica är en tvåvingeart som beskrevs av David Grimaldi 1987. Zygothrica cryptica ingår i släktet Zygothrica och familjen daggflugor. Inga underarter finns listade i Catalogue of Life.